# Zuidelijke witbandmiersluiper
De zuidelijke witbandmiersluiper (Formicivora grisea) is een zangvogel uit de familie Thamnophilidae (miervogels).

## Verspreiding en leefgebied
Deze soort komt voor in het Amazonegebied en telt twee ondersoorten:
- F. g. rufiventris: oostelijk Colombia en zuidelijk Venezuela.
- F. g. grisea: de Guyana's en centraal en oostelijk Brazilië.

## Status
De grootte van de populatie is niet gekwantificeerd maar de soort wordt omschreven als algemeen. Op de Rode lijst van de IUCN heeft deze soort de status niet bedreigd.